# Bibliothèque municipale de Sarrebourg
La bibliothèque municipale de Sarrebourg est un édifice situé dans la commune française de Sarrebourg, en Moselle.

## Histoire
Le portail d'entrée est classé au titre des monuments historiques par arrêté du 19 février 1982. Les façades à l'angle des deux rues et la toiture correspondante sont inscrites au titre des monuments historiques par arrêté du 19 février 1982.
Les siècles des principales campagnes de construction sont le XVIIIe siècle ainsi que la 2de moitié du XIXe siècle.